# Pavel Sztyepanovics Popov
Pavel Sztyepanovics Popov (Павел Степанович Попов; 1842. augusztus 26. – Szentpétervár, 1913. december 7.) orosz sinológus.

## Élete és munkássága
Popov a Menciusz, valamint a Konfuciusz nevéhez kötödő Beszélgetések és mondások című művek orosz fordítója. Ő fejezte be a Palladius elkezdett kínai–orosz szótárt, amelyet 1988-ban jelentetett meg.

## Fordítás
- Ez a szócikk részben vagy egészben  a(z)   Попов, Павел Степанович című orosz Wikipédia-szócikk ezen változatának fordításán alapul.  Az eredeti cikk szerkesztőit annak laptörténete sorolja fel. Ez a jelzés csupán a megfogalmazás eredetét és a szerzői jogokat jelzi, nem szolgál a cikkben szereplő információk forrásmegjelöléseként.
- Ez a szócikk részben vagy egészben  a   Pawel Stepanowitsch Popow című német Wikipédia-szócikk ezen változatának fordításán alapul.  Az eredeti cikk szerkesztőit annak laptörténete sorolja fel. Ez a jelzés csupán a megfogalmazás eredetét és a szerzői jogokat jelzi, nem szolgál a cikkben szereplő információk forrásmegjelöléseként.